# Rafael Berenguer y Condé
Rafael Berenguer y Condé (Valencia, 16 de noviembre de 1822 - Valencia, 5 de enero de 1890) fue un profesor de dibujo que también realizó decoraciones escenográficas.

## Biografía

### El hijo de un terciopelero consigue una Cátedra de Dibujo
Estudió en la Real Academia de Bellas Artes de San Catlos de Valencia de la que será catedrático de Dibujo Aplicado a las Artes y la Fabricación. Dicha cátedra fue obtenida por oposición en la Real Academia de San Fernando a finales de 1854. Debido a la nueva organización dada a los estudios elementales el 8 de junio de 1864 por Real Orden, Rafael Berenguer fue nombrado profesor de Detalles de Arquitectura y Adorno, asignatura que en la Escuela valenciana se denominaría segundo curso de Dibujo lineal.
Para la instrucción que le fue confiada, escribió y publicó en 1869 un tratado con el epígrafe de Enseñanza de Detalles de Arquitectura y Adorno, correspondiente al segundo curso de Dibujo lineal.

### Su mujer es de Buñol y él decora la iglesia de Macastre
Se dedicó a la ornamentación religiosa permanente. Berenguer pintó en 1855 cinco cuadros al temple en la bóveda de la iglesia de Macastre. Las pinturas representan el Nacimiento, la Transfiguración, la Cena y la Ascensión de Cristo a los cielos. Pintó en 1849 el monumento de Semana Santa para la iglesia del convento de monjas de Santa Catalina de Siena de Valencia. Como escultor, según consta en su hoja de méritos y servicios conservada en el Archivo de la Real Academia de San Carlos, realizó una estatua de San Antonio Abad para la Iglesia arciprestal de San Jaime de Villarreal.

### Trabajos escenográficos en comandita con su hermano Sebastián
Realizó trabajos escenográficos. El primer trabajo teatral del que se tiene constancia tuvo lugar en 1868, cuando realizó trece decoraciones para la comedia de magia en tres actos, original de Antonio M. Ballester, Un pacto con Satanás. La obra se estrenó el 19 de diciembre de 1868 en el Teatro Princesa, conocido entonces como teatro de la Libertad. El cinco de octubre de 1876 se inauguró el Teatro Español de Alicante. Rafael Berenguer, asistido por su hermano Sebastián, quien figuraba como jefe de maquinaria, pintó el telón de boca del nuevo coliseo, así como treinta decoraciones nuevas que configurarían la primera dotación de repertorio del Español alicantino.

### El reconocimiento académico y, sigue la saga...
El 23 de enero de 1881, Rafael Berenguer obtuvo, por unanimidad, la medalla de académico por pintura que, años después, pasaría a Ignacio Pinazo Camarlench. Rafael Berenguer y Condé fue abuelo de Rafael Berenguer Coloma y bisabuelo de Juan de Ribera Berenguer Palau, más conocido como Juan de Ribera Berenguer. 

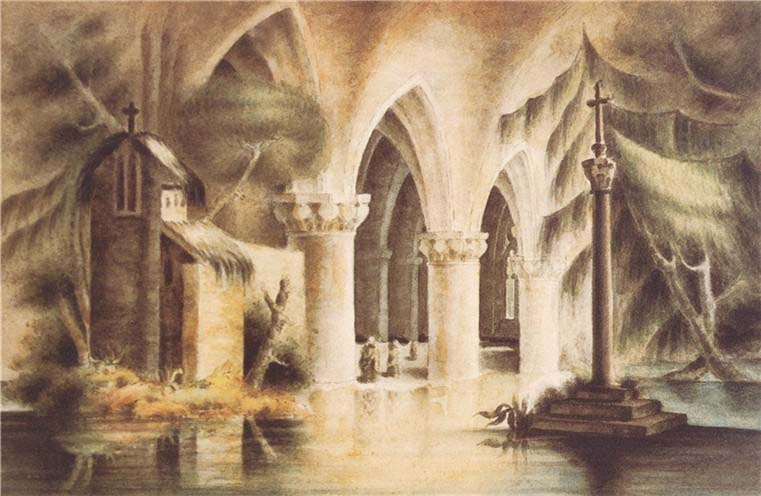
Exterior e interior de ermita (decoración teatral)
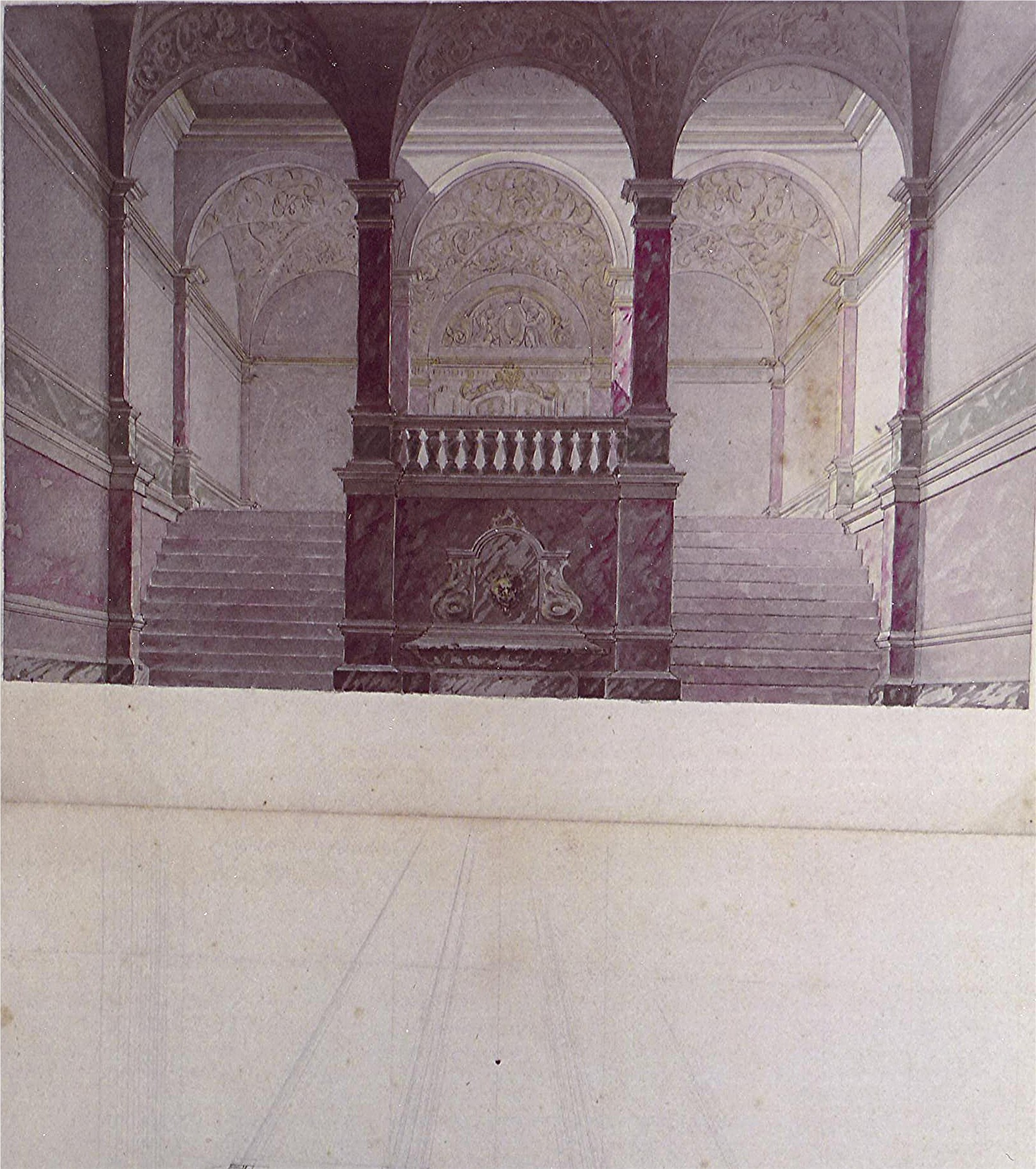
Escalinata palaciega (decoración teatral)
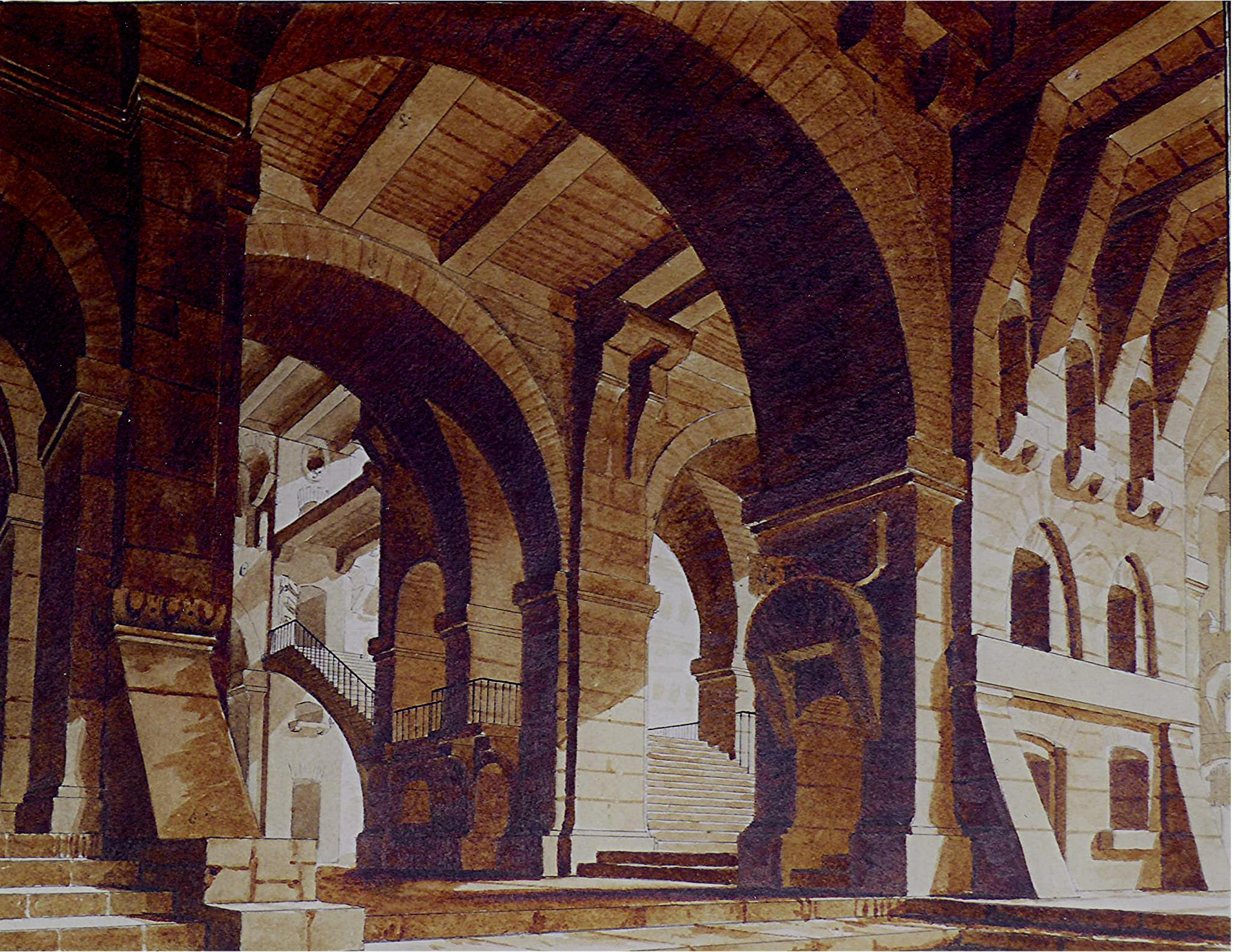
Cárcel (decoración teatral)
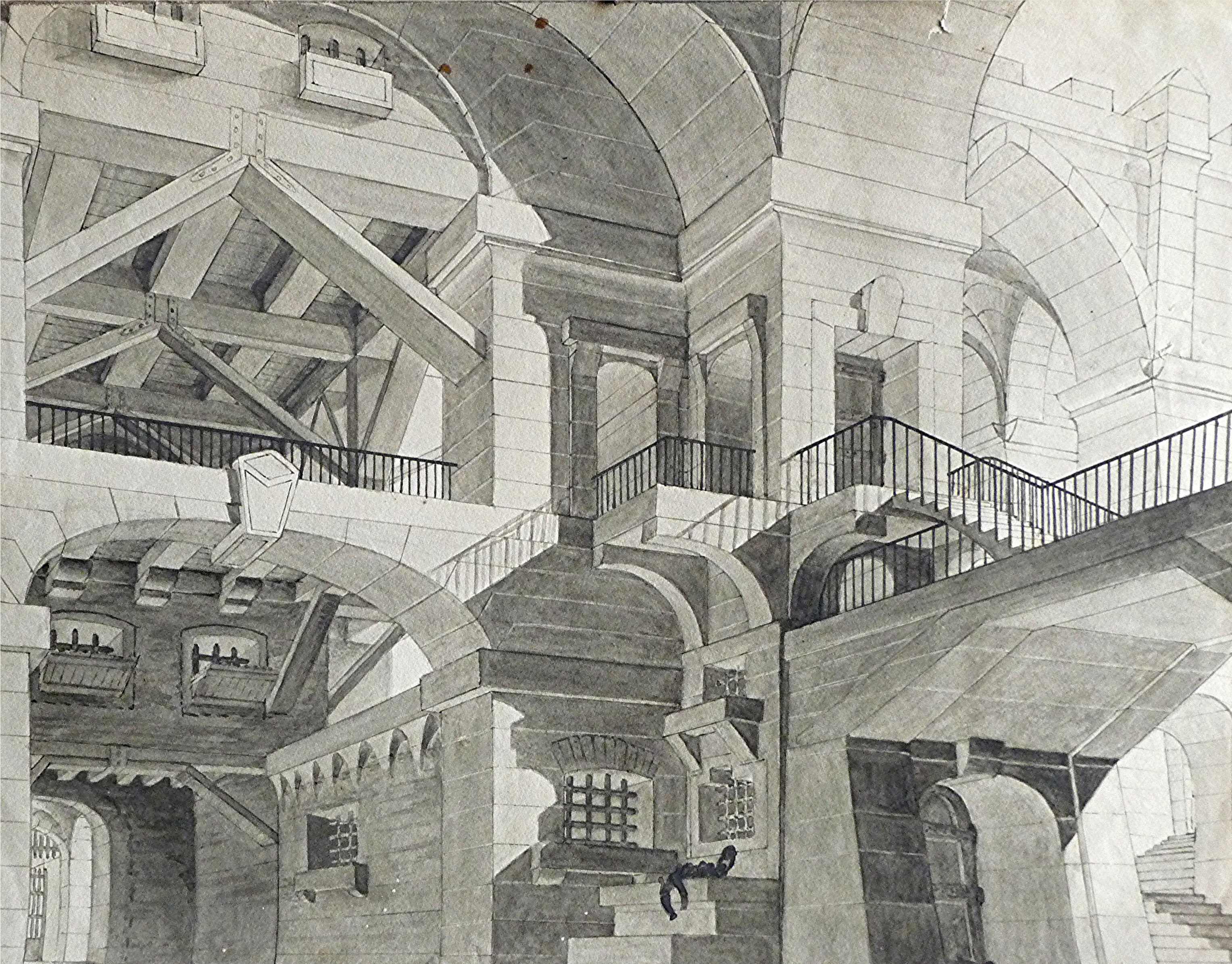
Cárcel (decoración teatral)